# Étudiante : Option escort
Etudiante : Option escort (Sugar Babies) est un téléfilm canadien réalisé par Monika Mitchell, et diffusé le 22 juillet 2015 sur Lifetime et en France le 1er octobre 2015 sur TF1.

## Synopsis
Persuadée par sa colocataire, une étudiante à l'université fait un arrangement avec un homme plus vieux qui paye pour sa compagnie.

## Fiche technique
- Réalisation : Monika Mitchell
- Scénario : David DeCrane, Becca Topol
- Durée : 90 minutes
- Pays :  Canada

## Distribution
- Alyson Stoner (VF : Camille Donda) : Katie Woods
- Tiera Skovbye (VF : Ingrid Donnadieu) : Tessa Bouillette
- Sarah Dugdale (VF : Ludivine Manfren) : Rochelle Cranston
- Steve Bacic : Leo Granger
- Eva Day (VF : Audrey Sablé) : Sasha
- Ken Camroux-Taylor (VF : Michel Voletti) : Saul Williams
- Keenan Tracey (VF : Gauthier Battoué) : Sean Clark
- Giles Panton (VF : Laurent Maurel) : James Smith
- Kerry Sandomirsky : Dawn Woods
- Hrothgar Mathews : Gilbert Woods
- Veena Sood : Professeur Paula Hickman
- Jeffrey Klassen : Cory
- John Emmett Tracy : Peter
- Kristina Ty : Malory

 Source et légende : version française (VF) sur RS Doublage